# Liste des épisodes de Zatch Bell
Cette page liste les épisodes de la série d'anime Zatch Bell.

## Saison 1
| No | Titre français                                                          | Titre japonais                          | Titre japonais                         | Date de 1re diffusion |
| No | Titre français                                                          | Kanji                                   | Rōmaji                                 | Date de 1re diffusion |
| -- | ----------------------------------------------------------------------- | --------------------------------------- | -------------------------------------- | --------------------- |
| 01 | Le garçon aux éclairs du Monde des Démons                               | 魔界から来た電撃少年                    | Makai kara kita Dengeki shōnen         | 6 avril 2003          |
| 02 | Sort de glace, Gikoru Vs Zakeru                                         | 氷結呪文ギコルＶＳザケル                | Hyōketsu jumon Gikoru tai Zakeru       | 13 avril 2003         |
| 03 | Le deuxième sort, Rashirudo !                                           | 第二の術ラシルド!                       | Daini no jutsu Rashirudo!              | 20 avril 2003         |
| 04 | La bataille des 100 démons                                              | １００人の魔物の戦い                    | Hyakunin no mamono no tatakai          | 27 avril 2003         |
| 05 | Les assassins noirs. Brago et Sherie                                    | 黒い刺客ブラゴとシェリー                | Kuroi shikaku Burago to Sherī          | 4 mai 2003            |
| 06 | Le livre des sorts rouge perdu                                          | 消えた赤い魔本                          | Kieta akai mahon                       | 11 mai 2003           |
| 07 | Le duel au jardin botanique                                             | 植物園の決闘                            | Shokubutsuen no kettō                  | 25 mai 2003           |
| 08 | Le gentil démon Koruru                                                  | やさしい魔物コルル                      | Yasashii mamono Koruru                 | 25 mai 2003           |
| 09 | Le troisième sortilège, Jikerudo !                                      | 第三の術ジケルド!                       | Daisan no jutsu Jikerudo!              | 1er juin 2003         |
| 10 | L'élite des démons, Eshuros !                                           | エリート魔物エシュロス                  | Eriito mamono Eshurosu                 | 8 juin 2003           |
| 11 | L'invincible Folgore !                                                  | 無敵フォルゴレ!                         | Muteki Forugore!                       | 15 juin 2003          |
| 12 | Sherry, la complainte du destin                                         | シェリー運命の狂詩曲                    | Sherī Unmei no Rapusodī                | 22 juin 2003          |
| 13 | La confrontation ! Gash Vs. Hyde !                                      | 対決! ガッシュ対ハイド                  | Taiketsu! Gasshu tai Haido             | 13 juillet 2003       |
| 14 | Je ne laisserais personne passer par là                                 | おてんばティオとアイドル恵              | Otenba Tio to Aidoru Megumi            | 13 juillet 2003       |
| 15 | Gash et la nouvelle promesse de Tio !                                   | ガッシュとティオの新たなる誓い          | Gasshu to Tio no aratanaru chikai      | 20 juillet 2003       |
| 16 | Un combat dans le congélateur ! L'invincible Robnos                     | 冷凍庫対決 不死身のロブノス             | Reitoko taiketsu Fujimi no Robunosu    | 27 juillet 2003       |
| 17 | Le camp d'été de Kiyomaro                                               | 清麿のカレーな夏休み                    | Kiyomaro no kare na natsu yasumi       | 3 août 2003           |
| 18 | En chasse ! Le pervers londonien                                        | 追え! ロンドンのチチもげ魔              | Oe! Rondon no chichi mogema            | 10 août 2003          |
| 19 | Les fleurs démoniaques du château maudit                                | 悪の花咲く呪いの城                      | Aku no hanasaku noroi no shiro         | 17 août 2003          |
| 20 | Annihilation ! Baltro revient à la charge                               | 大崩壊! バルトロの逆襲                  | Dai hōkai! Barutoro no gyakushuu       | 24 août 2003          |
| 21 | L'autre Gash                                                            | もうひとりのガッシュ                    | Mō hitori no Gasshu                    | 31 août 2003          |
| 22 | Le guerrier vert dansant                                                | 踊りつづける緑の戦士                    | Odoritsuzukeru midori no senshi        | 7 septembre 2003      |
| 23 | Meru meru meee ! Courage, Umagon                                        | メルメルメ～! 燃えよウマゴン            | Merumerume~! Moeyo Umagon              | 14 septembre 2003     |
| 24 | Le voyageur libre, Apollo                                               | 自由の旅人アポロ                        | Jiyuu no tabibito Aporo                | 21 septembre 2003     |
| 25 | Le combat décisif ! La volonté de gagner                                | 決戦! 勝利への執念                      | Kessen! Shōri e no shuunen             | 28 septembre 2003     |
| 26 | Une journée avec Gash                                                   | ガッシュの一日                          | Gasshu no ichinichi                    | 5 octobre 2003        |
| 27 | Mon cher fils, Danny                                                    | わが息子ダニー                          | Waga musuko Danii                      | 12 octobre 2003       |
| 28 | Les aventures de Tio et Megumi                                          | ティオと恵の大冒険                      | Tio to Megumi no dai bōken             | 19 octobre 2003       |
| 29 | Combat féroce ! Le combat du parc d'attraction !                        | 激闘! 遊園地バトル                      | Gekitō! Yūenchi batoru                 | 26 octobre 2003       |
| 30 | Gash et Tio. La combinaison ultime.                                     | ガッシュとティオ 最強のコンビネーション | Gasshu to Tio Saikyō no konbineshiyon  | 2 novembre 2003       |
| 31 | Le mystère du miroir. La nouvelle élève mignonne !                      | 魔鏡編 カワイイ転校生!                  | Makyōhen Kawaii tenkōsei!              | 9 novembre 2003       |
| 32 | L'histoire du miroir démoniaque. Le secret tragique de Shion            | 魔鏡編 詞音の悲しき秘密                 | Makyōhen Shion no kanashiki himitsu    | 16 novembre 2003      |
| 33 | L'histoire du miroir démoniaque. Quand les trois morceaux se réunissent | 魔鏡編 三つのかけらがそろう時           | Makyōhen Mitsu no kakera ga sorou toki | 23 novembre 2003      |
| 34 | L'histoire du miroir démoniaque. Les pleurs baignés dans le crépuscule  | 魔鏡編 夕陽に染まった涙                 | Makyōhen Yūhi ni somatta namida        | 30 novembre 2003      |
| 35 | L'histoire du miroir démoniaque. Le combat final.                       | 魔鏡編 灼熱の最終決戦                   | Makyōhen Shakunetsu no saishū kessen   | 7 décembre 2003       |
| 36 | Affrontement ! Gash VS Naomi-chan                                       | 激突! ガッシュＶＳナオミちゃん          | Gekitotsu! Gasshu tai Naomi-chan       | 14 décembre 2003      |
| 37 | L'amour sans limite ! L'amour pur de la fille de Hong-Kong !            | 愛をつらぬけ! 香港純愛娘                | Ai wo tsuranuke! Honkon junai musume   | 21 décembre 2003      |
| 38 | Le poing d'acier de l'amour ! Gou Bauren !                              | 恋の鉄拳! ゴウ・バウレン                | Koi no tekken! Gou Bauren              | 28 décembre 2003      |
| 39 | Le plus grand danger ! Le chasseur caché                                | 絶体絶命! 姿なき狩人                    | Zettai zetsumei! Sugata naki hantaa    | 11 janvier 2004       |
| 40 | Kanchome devient grand frère                                            | キャンチョメ、兄ちゃんになる            | Kyanchome, niichan ni naru             | 18 janvier 2004       |
| 41 | Changement soudain ! Kanchome l'invincible !                            | 大逆転! 無敵キャンチョメ                | Dai gyakuten! Muteki Kyanchome         | 25 janvier 2004       |
| 42 | Zeon et Dyufo. Les ennemis aux cœurs froids.                            | 非情なる敵 ゼオンとデュフォー           | Hijō naru teki Zeon to Dyufō           | 1er février 2004      |
| 43 | Le héros de la justice, Kamakiri Joe                                    | 正義のヒーロー カマキリジョー           | Seigi no Hiirō Kamakiri Jiō            | 8 février 2004        |
| 44 | Le défi de Bali                                                         | バリーからの挑戦状                      | Barī kara no chōsenjō                  | 15 février 2004       |
| 45 | Le combat à mort. Gash contre Bali                                      | 果てなき死闘 ガッシュＶＳバリー         | Hate nakishitō Gasshu tai Barī         | 22 février 2004       |
| 46 | Umagon ! Danger absolu !?                                               | メルメルメ～! ウマゴン危機一髪!?        | Merumerume~! Umagon kikīpatsu          | 29 février 2004       |
| 47 | Bataille dans la neige !! L'aura d'un roi                               | 雪原鳴動!! 王者の風格                   | Setsugen meidō!! Ōja no fūkaku         | 7 mars 2004           |
| 48 | Un mal qui s'approche ! Le mystère de la tablette                       | 忍びよる邪悪! 石版の謎                  | Shinobi yoru jaaku! Sekiban no nazo    | 14 mars 2004          |
| 49 | Le professeur énigmatique et les douze majestueux                       | ナゾナゾ博士と１２人の刺客              | Nazonazo Hakase to Majosutikku Tōeribu | 21 mars 2004          |
| 50 | Invocation ! Le sixième sort, Rauzaruku !!                              | 発動! 第六の術ラウザルク!!              | Hatsudō! Dairoku no jutsu Rauzaruku!!  | 28 mars 2004          |

## Saison 2
| No  | Titre français                                                                              | Titre japonais                                       | Titre japonais                                             | Date de 1re diffusion |
| No  | Titre français                                                                              | Kanji                                                | Rōmaji                                                     | Date de 1re diffusion |
| --- | ------------------------------------------------------------------------------------------- | ---------------------------------------------------- | ---------------------------------------------------------- | --------------------- |
| 51  | Nous sommes attaqués !! Le démon masqué, Lord                                               | 強襲!! 仮面の悪魔ロード                              | Kyōshū!! Kamen no akuma Rōdo                               | 4 avril 2004          |
| 52  | Mon cher Gash ! C'est moi, Patie !                                                          | 愛しのガッシュ! 私はパティ!                          | Itoshi no Gasshu! Watashi wa Pati!                         | 11 avril 2004         |
| 53  | Goddamn !! Le dragon aquatique vengeur                                                      | ガッデーーーーム!! 怒りの水龍                        | Gaddeeeeemu!! Ikari no Suou Giakuru!                       | 18 avril 2004         |
| 54  | De l'agitation dans le parc ! Gash vs Kiyomaro ?!                                           | 公園ファイト! ガッシュＶＳ清麿!?                     | Kōen Faito! Gasshu tai Kiyomaro!?                          | 25 avril 2004         |
| 55  | La vengeance de Patie !! Les assassins sont lâchés                                          | パティ逆襲!! とき放たれた刺客たち                    | Pati Ribenju!! Toki hana tareta shikyakutachi              | 2 mai 2004            |
| 56  | Une lueur d'espoir ! Saifojio !                                                             | 希望の光・サイフォジオ                               | Kibō no Hikari, Saifojio                                   | 9 mai 2004            |
| 57  | Un combat dans la chaleur et la poussière ! Brago Vs Silent Ruler                           | 熱砂の闘い ブラゴＶＳ静寂の三闘士                    | Netsu sa no tatakai Burago tai Sairento Rūrā               | 16 mai 2004           |
| 58  | Battre Lord ! La détermination                                                              | 打倒ロード! それぞれの決意                           | Datō Rōdo! Sorezore no ketsui                              | 23 mai 2004           |
| 59  | Arrivée dans les ruines de Deboro ! Le combat épique de Kanchome                            | 突入デボロ遺跡! キャンチョメ大作戦!!                 | Totsunyu Deboro iseki! Kyanchome dai sakusen!              | 30 mai 2004           |
| 60  | A l'attaque ! Combat dans le labyrinthe                                                     | 攻防! 激流の迷宮                                     | Kōhō! Gekiryu no rabirinsu                                 | 6 juin 2004           |
| 61  | La malédiction tragique millénaire                                                          | 一千年の悲しき呪縛                                   | Issennen no kanashiki jubaku                               | 13 juin 2004          |
| 62  | V no Shôgeki, Le délicieux melon !!                                                         | Ｖの衝撃 ベリーメロン!!                              | Bui no Shōgeki Berīmeron!!                                 | 20 juin 2004          |
| 63  | Aaahhh !! Le gentleman en colère                                                            | ブルァアア!! 紳士怒りのチャーグル                    | Buraaaa! Shinshi ikari no Chāguru                          | 27 juin 2004          |
| 64  | Le féroce Darmoss !! Duel dans le sable                                                     | 猛攻ダルモス! 砂上の決死戦                           | Mōkō Darumosu! Sashō no Desumacchu                         | 4 juillet 2004        |
| 65  | Meru meru meee ! Umagon, rapide comme l'éclair !!                                           | メルメルメ～! ウマゴン電光石火!!                     | Merumerume~! Umagon denkōsekka!!                           | 11 juillet 2004       |
| 66  | Protège-le ! Le livre rouge du serment                                                      | 守り抜け! 約束の赤い魔本                             | Mamorinuke! Yakusoku no akai mahon                         | 18 juillet 2004       |
| 67  | De splendides alliés ! Les Majestic 12 !                                                    | すばらしきかなマジョスティック１２                   | Subarashikikana Majosutikku Tōeribo                        | 1er août 2004         |
| 68  | La course sauvage ?! La confession de Tio !                                                 | 暴走!? ティオの告白大作戦!                           | Bōsō!? Tio no kokuhaku dai sakusen!                        | 8 août 2004           |
| 69  | L'attaque écrasante ! Le plan diabolique de Zophise                                         | 撃破せよ! 邪悪なるゾフィスの野望                     | Gekihaseyo! Jaaku naru Zofisu no yabō                      | 15 août 2004          |
| 70  | Danger imminent ! Les quatre rois célestes bloquent le passage                              | 絶体絶命!! 立ちふさがる四天王                        | Zettaizetsumei!! Tachifusagaru Shitennō                    | 22 août 2004          |
| 71  | La force du hurlement !! Le Raou Dibauren de la tristesse                                   | 愛すればこそ・・・うなれ哀しみの猛虎爆裂拳           | Ai sureba koso... Unare kanashimi no Raou Dibauren         | 29 août 2004          |
| 72  | Chante, chante !! Le terrifiant Belugimu EO !                                               | 歌え歌え! 恐怖のベルギム・Ｅ・Ｏ                     | Utae utae! Kyōfu no Berugimu Ī Ō                           | 5 septembre 2004      |
| 73  | Merci mon roi ! Mikoruo Ma Zegaruga                                                         | ありがとう僕の王様 ミコルオ・マ・ゼガルガ            | Arigatō boku no ōsama Mikoruo Ma Zegaruga                  | 12 septembre 2004     |
| 74  | La danse des lumières ! Le démon sans pitié, Pamoon                                         | 閃光乱舞! 孤高の戦士パムーン                         | Senkō ranbu! Kokō no senshi Pamūn                          | 19 septembre 2004     |
| 75  | La libération ! Enfermé pendant mille ans, les souvenirs humiliants !                       | 打ち砕け! 封印千年 屈辱の記憶                        | Uchikudake! Fūin sennen kutsujoku no kioku                 | 26 septembre 2004     |
| 76  | Aucune issue ! Le cruel Zophiss réapparaît                                                  | 逃げ道なし!! 卑劣なるゾフィス再臨                    | Nigemichi nashi!! Hiretsu naru Zofisu sairin               | 3 octobre 2004        |
| 77  | La mélodie magnifique de Sherry ! Explose, Baberuga Gurabidon !                             | シェリー気高き輪舞 炸裂バベルガ・グラビドン          | Sherī kedakaki rondo sakuretsu Baberuga Gurabidon          | 10 octobre 2004       |
| 78  | Plus jamais ! Les ténèbres solitaires de Reira                                              | もう戻らない! レイラの孤独な闇                       | Mō modoranai! Reira no kodoku na yami                      | 17 octobre 2004       |
| 79  | L'ennemi qui gigote ! Le dernier des quatre rois célestes apparaît                          | うごめく悪魔 最後の四天王登場                        | Ugomeku akuma saigo no shitennō tōjō                       | 24 octobre 2004       |
| 80  | Le monstre Demuroto ! Le rugissement terrifiant                                             | 野獣デモルト! 戦慄の雄叫び                           | Yaju Demoruto! Senritsu no otakebi                         | 31 octobre 2004       |
| 81  | Sur le chemin de la victoire... Deux puissants esprits combattants                          | 勝機を求めて…湧きあがれふたりの闘志                  | Hikari wo motomete... wakiagare futari no tōshi            | 7 novembre 2004       |
| 82  | L'égoïste Patie ! Le Suou Giakuru des regrets !!                                            | わがままパティ 惜別のスオウ・ギアルク!!              | Wagamama Pati Sekibetsu no Suou Giakuru!!                  | 14 novembre 2004      |
| 83  | En avant, les émotions brûlantes ! Le septième sortilège, Zaguruzemu !!                     | 熱き思いよとどけ! 第7の術ザグルゼム!!                | Atsuki omoi yotodoke! Dainana no jutsu Zaguruzemu!!        | 21 novembre 2004      |
| 84  | Demoruto la bête démoniaque, le combat décisif !!                                           | 凶獣デモルト最終決戦!!                               | Kyōju Demoruto saishu kessen!!                             | 28 novembre 2004      |
| 85  | L'hésitation de Sherry ! Un lien indestructible !                                           | 迷えるシェリー断ち切れぬ絆!                          | Mayoeru Sherī tachikirenu kizuna!                          | 5 décembre 2004       |
| 86  | La contre-attaque de Zophiss ! Le combat de l'amitié !!                                     | 逆襲のゾフィス 友情の最終決戦!!                      | Gyakushū no Zophisu Yūjō no saishu kessen!!                | 12 décembre 2004      |
| 87  | Les pensées pour atteindre Koko ! Le Dioga Gurabidon à pleine puissance de Sherry !!        | 思いよココに届け! シェリー渾身のディオガグラビドン!! | Omoi yo Koko ni todoke! Sherī konshin no Dioga Gurabidon!! | 19 décembre 2004      |
| 88  | Sherry, Bragon: Un nouveau départ                                                           | シェリー・ブラゴ 新たなる門出                        | Sherī Burago Aratanaru kadode                              | 26 décembre 2004      |
| 89  | Spécial Nouvel An ! Le retour de V le magnifique !!                                         | 新春スペシャル 華麗なるＶよ再び!!                    | Shinshun supesharu karei naru Bui yo futatabi!!            | 9 janvier 2005        |
| 90  | On est rentré... Dans la tempête des tests                                                  | ただいま・・・そして嵐のテストバトル                 | Tadaima... soshite arashi no tesuto batoru                 | 16 janvier 2005       |
| 91  | À la poursuite de Naomi-chan !!                                                             | ナオミちゃんを追跡せよ!!                             | Naomi-chan wo tsuiseki seyo!!                              | 23 janvier 2005       |
| 92  | Mon cher Kid, Le nouveau serment du Professeur Énigme !                                     | 我が心のキッド ナゾナゾ博士新たなる誓い              | Waga kokoro no Kido Nazonazo Hakase aratanaru chikai       | 30 janvier 2005       |
| 93  | Une voix d'un autre monde ! Le destin des démons !                                          | 異世界からの声! 命運つきた魔物たち!!                 | Yisekai kara no koe! Unmei tsukita mamonotachi!            | 6 février 2005        |
| 94  | Une porte vers un autre monde ! Gash Vs Brago, le combat ultime                             | 異世界の扉! ガッシュＶＳブラゴ最強対決               | Yisekai no tobira! Gasshu tai Burago saikyō taiketsu       | 13 février 2005       |
| 95  | La traversée d'un autre monde ! L'attaque de l'ennemi de fer                                | 異世界放浪! 襲いかかる鉄の軍団                       | Yisekai hōrō! Osoi kakaru tetsu no gundan                  | 20 février 2005       |
| 96  | Le duel de l'autre monde ! Brago sans Sherry                                                | 異世界決闘! シェリーのいないブラゴ                   | Yisekai kettō! Sherī no inai Burago                        | 27 février 2005       |
| 97  | Le grand roi de l'autre monde ! Maestro, sur le chemin de la vengeance                      | 異世界の覇者! 復讐に牙むくマエストロ                 | Yisekai no hasha! Fukushuu ni kibamuku Maesutoru           | 6 mars 2005           |
| 98  | Le combat décisif dans l'autre monde ! L'explosion des deux sorts de Gash et Brago          | 異世界大決闘! ガッシュ・ブラゴ二大奥義炸裂           | Yisekai dai kettō! Gasshu Burago ni dai okugi sakuretsu    | 13 mars 2005          |
| 99  | Monmon-sensei, le professeur de l'amour et de la jeunesse ! La défaite tragique de Kiyomaro | 愛と青春のモンモン先生 清麿悲劇の惨敗                | Ai to seishun no Monmon-sensei Kiyomaro higeki no zanpai   | 20 mars 2005          |
| 100 | Moge, Folgore ! La cornemuse de l'amour et de la tristesse                                  | もげよフォルゴレ! 愛と悲しみのバグパイプ             | Mogeyo Forugore! Ai to kanashimi no bagupaipu              | 27 mars 2005          |

## Saison 3
| No  | Titre français                                                                                                 | Titre japonais                                         | Titre japonais                                                    | Date de 1re diffusion |
| No  | Titre français                                                                                                 | Kanji                                                  | Rōmaji                                                            | Date de 1re diffusion |
| --- | --- | ------------------------------------------------------ | ----------------------------------------------------------------- | --------------------- |
| 101 | Une nouvelle menace, le garçon qui parlait du vent ! L'éradication des Bao !                                   | 新たなる脅威 風を語る少年 バオウ抹殺!                  | Aratanaru kyōi kaze wo gataru shōnen Baou massatsu!               | 3 avril 2005          |
| 102 | La lune éclaire cette nuit ! Le poing de l'amitié ! Le coup mortel d'Earth !                                   | 月夜の動乱 友情の拳 アース一撃必殺!                    | Tsukiyomaro no dōran yūjo no kobushi Āsu ichigeki hissatsu!       | 10 avril 2005         |
| 103 | Le blues de Ted ! La fille dans le vent ! La rencontre du destin                                               | テッドの哀歌 風の中の少女 運命の再開                   | Tedo no Burūsu kaze no naka no shōjo unmei no saikai              | 17 avril 2005         |
| 104 | Sa rivale est une idole ! L'étincelle de l'amour ! La victoire de Suzume ??                                    | ライバルはアイドル 恋の火花 鈴芽の勝利??               | Raibaru ha aidoru koi no hibana Suzume no shōri??                 | 24 avril 2005         |
| 105 | L'attaque Q ! La transformation ultime Q ! Je suis Coral Q !                                                   | Ｑ襲! Ｑ極変形? わが名はコーラルＱ                     | Kyū shū! Kyū kyoku henkei? Waga na ha Kōraru Kyū                  | 1er mai 2005          |
| 106 | Une petite pincée ! La contre-attaque de Q ! La suppression de tous les sorts ??                               | ピンチ到来 逆襲のＱ! 全呪文封殺!?                      | Pinchi tōrai gyakushuu no Kyū Zenjubon fūsatsu                    | 8 mai 2005            |
| 107 | Chaîne électrique ! L'évolution ultime ?! Renouvelé Baou !!                                                    | 電撃連鎖! 究極進化!? 新たなるバオウ!!                  | Dengeki rensa! Kyuukyoku shinka!? Aratanaru Baou!!                | 15 mai 2005           |
| 108 | Nostalgie !? Fleurs et mères                                                                                   | ホームシック!? 華と母上 さまよえるガッシュ             | Hōmushiku!? Hana to haha ue samayoeru Gasshu                      | 22 mai 2005           |
| 109 | Duel dans le pays nordique ! Des rivaux prédestiné ! Umagon gelée !!                                           | 北国の決闘 宿命のライバル ウマゴン氷結!!               | Kitaguni no kettou shukumei no raibaru Umagon hyouketsu!!         | 29 mai 2005           |
| 110 | L'attaque féroce de Karudio ! Les combattants s'emportent dans le champ de neige ! La nouvelle flamme d'Umagon | 猛襲カルディオ! 雪原に燃やす闘志 ウマゴン新たな炎      | Moushuu Karudio! Setsuken ni moyasu toushi Umagon shintana honoo  | 5 juin 2005           |
| 111 | Danse ! Ouverture ! Bouge ! Un énorme aéroport                                                                 | 踊って! 弾けて! 揺れる! 大空港                         | Odotte! Hajikete! Yureru! Dai kūkō                                | 12 juin 2005          |
| 112 | Tourne ! Tourne ! Tombe ! Patinage sur glace explosif !!                                                       | 回る! 回る! 転ぶ! 転ぶ! 爆裂アイススケート!!           | Mawaru! Mawaru! Korobu! Korobu! Bakuretsu aisusukēto!!            | 19 juin 2005          |
| 113 | Une lettre d'un ami ! Brûler le livre !! La véritable identité de Rein                                         | 友からの手紙 本を燃やせ!! レインの正体                 | Tomokara no tegami hon wo moyase!! Rein no shōtai                 | 26 juin 2005          |
| 114 | La faiblesse de Kyle ! La moustache de Papipurio ! Le piège de Rodeux                                          | 弱虫カイル ヒゲのパピプリオ ロデュウの罠               | Yowamushi Kairu hige no Papipurio Rodyū no wana                   | 3 juillet 2005        |
| 115 | L'attaque redoutable de Rodeux ! Rein mourant ! Réveille-toi, Kyle !                                           | 猛攻ロデュウ 瀕死のレイン 目覚めよカイル               | Mōkō Rodyū hinshi no Rein mezame yo Kairu                         | 10 juillet 2005       |
| 116 | L'explosion de l'ultime sort ! Garubadosu Aborodio ! Le rêve de Rein !                                         | 最大呪文炸裂! ガルバドス・アボロディオ レインの夢      | Saidai jumon sakuretsu! Garubadosu Aborodio Rein no Yume          | 17 juillet 2005       |
| 117 | La passion du Kung-Fu ! La tragédie de Wonlei ! Le dernier chapitre d'une chanson d'amour                      | 恋愛カンフー 悲劇ウォンレイ 恋歌終章                   | Ren'ai kanfū higeki Wonrei renkashuushou                          | 24 juillet 2005       |
| 118 | Gash Kidnappé ! Piège sur la mer ! Dartagnant échoue !                                                         | 連れ去られたガッシュ! 海の上の罠 ダルタニアン撃沈      | Tsuresarareta Gasshu! Umi no ue no wana Darutanian gekichin       | 7 août 2005           |
| 119 | La vivacité de Tio. Le seul et unique partenaire                                                               | ティオの元気 ただ一人のパートナー 傷が癒える時         | Tio no kenki tada hitori no pātonā kizuga ierutoki                | 14 août 2005          |
| 120 | On l'a vu ?? Oulala. Monmon persévère                                                                          | 見られてオヨヨヨ～ ときめくモモン ティオ大爆発!        | Mirarete oyoyoyo~ tokimeku Momon Tio dai bakuhatsu!               | 21 août 2005          |
| 121 | Réveille-toi, jalousie. La Déesse irritée                                                                      | 目覚めよジェラシー 怒れる女神 チャージル・サイフォドン | Mezameyo Jerashī Ikareru megami Chājiru Saifodon                  | 28 août 2005          |
| 122 | La légende de Kaguya. La fête de Gash. La fille qui est revenue sur la Lune                                    | かぐや伝説 ガッシュの夏祭り 月へ帰った少女             | Kaguya densetsu Gasshu no natsumatsuri tsuki hekaetta shoujou     | 4 septembre 2005      |
| 123 | Cri de fierté. Bari contre Ted                                                                                 | 唸れプライド バリーＶＳテッド 消えるのはどっち?        | Unare poraido Barī tai Teddo Kieru no hadocchi?                   | 11 septembre 2005     |
| 124 | Prémonition de séparation. La confession de Suzume                                                             | 別れの予感 鈴芽の告白 愛と青春のハイキング             | Wakare no yokan Suzume no kokuhaku Ai to seishun no haikingu      | 18 septembre 2005     |
| 125 | Riou sans cœur. maintenant, à Faudo. Les démons maudits.                                                       | 非情なるリオウ 呪われし魔物 いざファウードへ           | Hijou nara Riou Noroi wareshi mamono Iza Faūdo he                 | 25 septembre 2005     |
| 126 | Détermination indécise. Sans retour. Voyage                                                                    | 戻れない旅 ゆれる決意 ファウードの正体!                | Modore nai tabi Yureru ketsui Faūdo no shoutai!                   | 2 octobre 2005        |
| 127 | Arrivée à Faudo. Assaut désespéré. Les assassins qui attendaient                                               | ファウード到着! 決死の突入 待っていた刺客              | Faūdo touchaku! Kesshi no totsuryu matteita shikaku               | 9 octobre 2005        |
| 128 | Keys, Buzarai - La symphonie de la mort - Au revoir Kanchome                                                   | キース・ブザライ 死の交響曲 さらばキャンチョメ         | Kīsu Buzarai shi no kōkyoukyoku saraba Kyanchome                  | 16 octobre 2005       |
| 129 | Je ne suis pas un faible ! - Dima Buruku - Le sort miraculeux                                                  | 奇跡の新呪文 ディマ・ブルク ぼくは弱虫じゃない!        | Kiseki no shin jumon Dima Buruku boku ha yowamushi janai          | 23 octobre 2005       |
| 130 | L'attaque féroce de Buzarai. Dioga VS Baou. Les chaînes arrivent de derrière.                                  | ブザライ猛攻 ディオガ対バオウ 逆転への連鎖             | Buzarai mouko Dioga tai Baou Kyakutene no rensa                   | 30 octobre 2005       |
| 131 | La détermination du Roi. Ami? Le monde? La décision de Gash.                                                   | 王の覚悟 友か? 世界か? ガッシュの決断                  | Ō no kakugo Tomo ka? Sekai ka? Gasshu no ketsudan                 | 6 novembre 2005       |
| 132 | Test dans l'estomac. À travers les questions difficiles. Tin Tin Chance.                                       | 胃の中の試練 難問突破 ティンティンチャンス             | I no naka no shiren nanmon toppa Tin Tin chansu                   | 13 novembre 2005      |
| 133 | Imperturbable Zaruchimu. La vérité sur la malédiction. Tiens bon! Alishie.                                     | 冷徹ザルチム 呪いの真実 立て! アリシエ                 | Reitetsu Zaruchimu Noroi no shinjitsu Tate! Arishie               | 20 novembre 2005      |
| 134 | Combattre pour quoi? Wonlei et Alishie. Décidés à souffrir.                                                    | 誰がために戦う ウォンレイとアリシエ 苦悩の決断         | Daga tameni tatakau Wonrei to Arishie Kunou no ketsudan           | 27 novembre 2005      |
| 135 | Faudo: Zone morte. Le démon qui bat le cœur. Les larmes de Momon.                                              | ファウード決死圏 心臓打つ魔物 モモンの涙               | Faūdo kesshiken Shinzou utsu mamono Momon no namida               | 4 décembre 2005       |
| 136 | La renaissance de Faudo approche. Appareil de renvoi activé. Les rivalités bloquent le passage.                | 迫るファウード復活 帰還装置始動 立ちふさがるライバル   | Semoru Faūdo fukkatsu Kikansouchi shidou Tachifusagaru Raibaru    | 11 décembre 2005      |
| 137 | La fin de la malédiction. Briser le sceau! Les sentiments de Gash.                                             | 呪いのタイムリミット 封印を砕け! 届けガッシュの想い    | Noroi no taimurimitto fuuin wo kudake! Todoke Gasshu no omoi      | 18 décembre 2005      |
| 138 | Le soldat géant Faudo. Espoir au milieu du désespoir. Le plan secret de Kiyomaro.                              | 魔導巨兵ファウード 絶望の中の光 清麿の秘策             | Madou kyouhei Faūdo Ketsubou no naka no hikari Kiyomaro no hisaku | 25 décembre 2005      |
| 139 | Objectif le cerveau! Le rugissement de Faudo. Réentrée désespérée.                                             | 脳を目指せ! 爆走ファウード 必死の再突入                | Nou wo mezase Bakusou Faūdo Hisshin no saitotsunyuu               | 8 janvier 2006        |
| 140 | Celui qui ne sera pas le roi. Le faire ou mourir! Wonlei. Le poing final.                                      | 王にはなれぬ者 決死! ウォンレイ 最後の鉄拳             | Ō niwanarenumono Kesshi Wonrei Saigo no tekken                    | 15 janvier 2006       |
| 141 | Umagon brûlant. Karudio glaçant. Vers la victoire!                                                             | 燃えろウマゴン 氷結カルディオ 勝利へ走れ!!             | Moero Umagon Kyouketsu Karudio Shouri e hashire                   | 22 janvier 2006       |
| 142 | La salle scellée. Le combat d'Alishie. Le destin une fois de plus!                                             | 閉ざされた部屋 アリシエの戦 因縁再び!                  | Tozasareta heya Arishie no tatakai Innen futatabi!                | 29 janvier 2006       |
| 143 | Consumer la vie. Alishie le guerrier. Conclusion ? Zaruchimu.                                                  | 命を燃やせ 戦人アリシエ 決着!? ザルチム                | Inochi moyase ikusabito Arishie kechakku!? Zaruchimu              | 5 février 2006        |
| 144 | Nous sommes les Rois. Kanchome et Momon. Vaincre Keys !                                                        | ぼくらは王様 キャンチョメとモモン 倒せキース!          | Bokura wa ousama Kyanchome to Momon taose Kiisu!                  | 12 février 2006       |
| 145 | Le cri qui ne l'atteint pas. Ted vs Cherish. La chose la plus importante que de devenir Roi.                   | 届かない叫び テッドvsチェリッシュ 王より大切なもの     | Todokanai sakebi Ted vs Chelshu ou yori taisetsuna mono           | 19 février 2006       |
| 146 | Les protecteur de Faudo. De Earth à Gash. L'avenir entre nos mains.                                            | ファウードの守護者 アースからガッシュへ 託される未来   | Faudo no shugosha Earth kara Gash e takusareta mirai              | 26 février 2006       |
| 147 | Futur imprévu. L'empereur du Tonnerre Zeon. Ouverture à la ruine.                                              | 反転する未来 雷帝ゼオン 破滅への序曲                   | Hanten suru mirai raitei Zeon hametsu no jyokyoku                 | 5 mars 2006           |
| 148 | La rage de Zeon ! Deux destins. Le secret de Gash !                                                            | 怒涛ゼオン 二つの宿命 ガッシュの秘密                   | Dotou Zeon! Futatsu no shukumei Gash no himitsu                   | 12 mars 2006          |
| 149 | L'héritier du Baou. Gash vs Zeon. La foudre de Jigadirasu.                                                     | バオウを継ぐもの ガッシュＶＳゼオン ジカティラスの雷   | Baou wo tsugumono Gash vs Zeon Jigadirasu no ikazuchi             | 26 mars 2006          |
| 150 | La bataille décisive ! Faudo. La lueur dorée. Le gentil roi.                                                   | 決戦! ファウード 金色の輝き やさしい王様               | Kessen! Faudo konjiki no kagayaki yasashii ousama                 | 26 mars 2006          |